# 吉吉羅拉·錢恩奎蒂

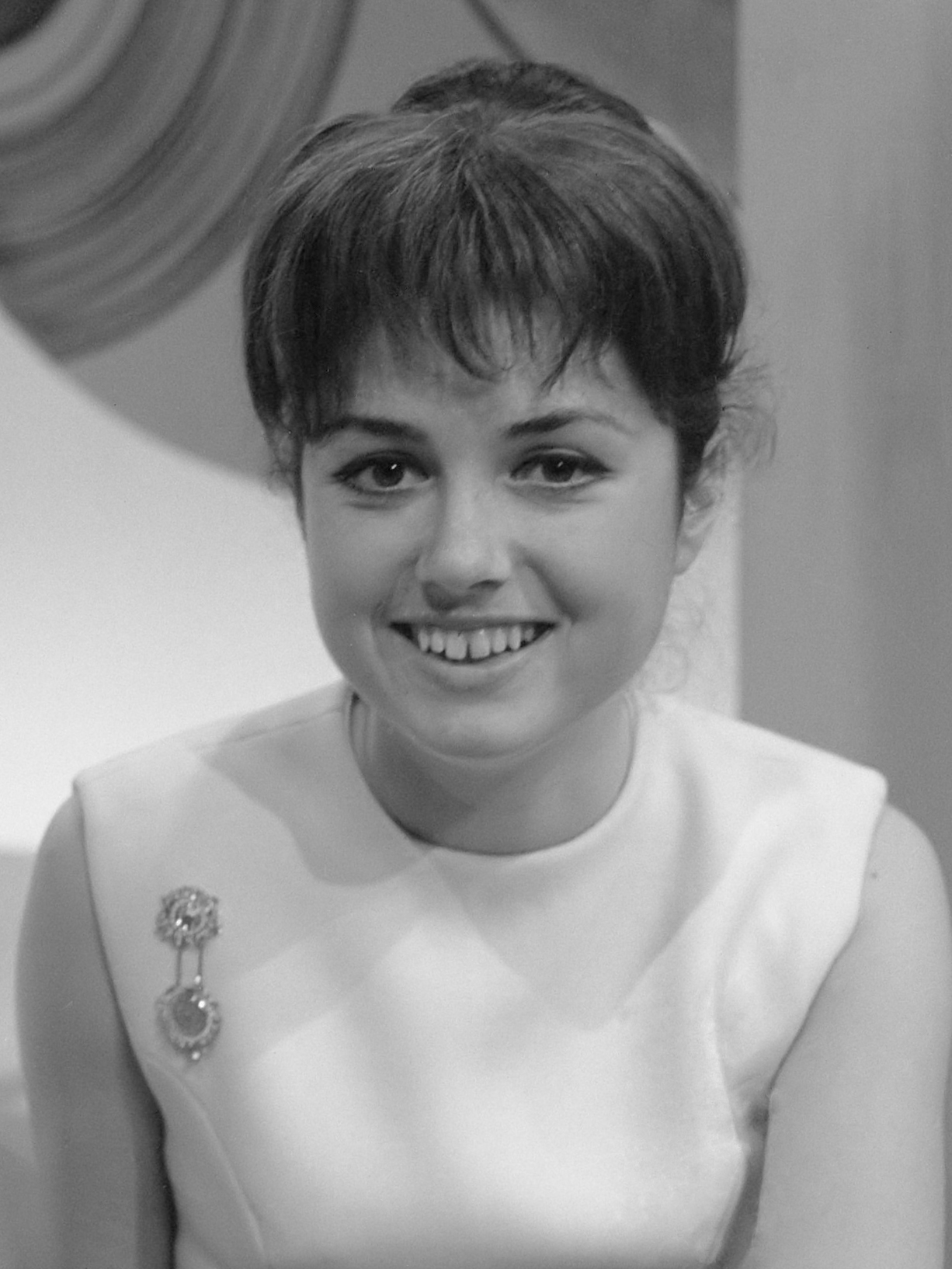

吉吉羅拉·錢恩奎蒂（Gigliola Cinquetti，1947年12月20日—），本名Giliola Cinquetti，意大利女歌手、曲詞創作人和電視節目主持人。吉吉羅拉出生於意大利維羅納的一個富裕家庭。16歲時，她在1964年聖雷莫音樂節上首次亮相，獻唱了由Mario Panzeri作曲、Nicola Salerno作詞的《Non ho l'età》（我還不成熟）並獲得冠軍。這個勝利使她能夠代表意大利參加1964年在哥本哈根舉行的歐洲歌唱大賽，並憑藉同一首歌贏得冠軍。她以年僅16歲零92天之齡，成為當時最年輕的比賽優勝者，該紀錄到1986年才被13歲的桑德拉·金所破。

## 外部連結
- 吉吉羅拉·錢恩奎蒂在互联网电影资料库（IMDb）上的資料（英文）
- grattia.com Gigliola Cinquetti Videos
- Russian page about Gigliola Cinquetti （页面存档备份，存于）